# رباب تشال (مقاطعة فومن)
رباب تشال (بالفارسية: رباب چال) هي قرية تقع في غيلان في إيران. يقدر عدد سكانها بـ 0 نسمة بحسب إحصاء 2016.